# Остров Лагос
Остров Лагос (англ. Lagos Island, йоруба Isale Eko) — центральный район местного самоуправления в Лагосе, штат Лагос, Нигерия. По данным предварительной нигерийской переписи 2006 года, население острова составляет 209 437 человек на площади 8,7 км², что делает его одним из самых густонаселённых островов мира.

## Расположение
Расположенный в лагуне Лагос, большой защищённой гавани на побережье Африки, остров стал основанием для постройки деревни йоруба, которая выросла в современный Лагос. Город теперь разросся на соседние острова, а также на прилегающую часть материка.
Остров Лагос соединён с материком тремя большими мостами, которые пересекают лагуну Лагос и соединяют его с районом Эбуте Метта. Также остров связан с соседним островом Икойи и островом Виктория. Район гавани Лагос в Апапе обращён к западной стороне острова. Являясь главным коммерческим районом города, остров Лагос принимает правительственные и банковские учреждения. Здесь расположены католический и англиканский соборы, а также Центральная мечеть. Часовня Санту Амару, памятник истории XV века в данный момент разрушена. На острове расположены Главная больница острова Лагос, Больница Св. Николая, а также старейшее в Нигерии лечебное заведение Греческий госпиталь.

## Экономика
На острове Лагос расположены головные офисы большинства нигерийских банков — например, Первый Банк Нигерии и Объединённый банк для Африки.

## Достопримечательности
Мемориальный зал Тома Джонса, расположенный на улице Ннамди Азикиве в Идумоте (ранее Виктория-стрит), примечателен как место призыва к активным действиям со стороны зикистов в ноябре 1948 года. Зал был построен попечителями, выбранными Джонсом в завещании 1913 года. Он завещал землю и средства для зала и библиотеки, которые стали бы ему памятником.
Остров является традиционным местом проведения ежегодного Лагосского карнавала, а также является местом нахождения официальной резиденции короля Лагоса.

## Марина-роуд
Пристань для яхт в Лагосе располагает несколькими офисными зданиями, книжным магазином и Кафедральным собором Христа. Вдоль пристани находятся Национальный Дом, первое высотное офисное здание на острове. В 1960 году были также построены штаб-квартира Центрального банка и Инвестиционный Дом, штаб-квартира Банка Промышленности.